# 卑衍
卑衍，三國時期魏國人，公孫淵部下，將軍。公孫淵叛魏後被司馬懿討伐，受命迎擊司馬懿，被將軍胡遵擊敗。司馬懿領軍突襲襄平，卑衍等被迫撤軍營救。司馬懿軍至首山時卑衍再次被派往迎戰，又敗。司馬懿圍襄平城其間投降。
《水经·大辽水注》作“毕衍”。
《三國演義》中，卑衍於首山與夏侯霸單挑，被夏侯霸一刀斬於馬下。